# عقد 1110
عقد 1110 هو عقد امتد بين 1 يناير 1110 و31 ديسمبر 1119 بحسب التقويم الميلادي. سبقه عقد 1100 ولحقه عقد 1120.

## أحداث
- أديلايد من سافوي (1115)
- معركة الصنابرة (1113)
- معركة شيزر (1111)
- معركة سارمين (1115)
- معركة ساحة الدم (1119)
- معركة هاب (1119)

## مواليد
- شعيب أبو مدين (1115)
- ديريك السادس، كونت هولندا (1114)
- ريموند برانجيه الرابع (1114)
- روجر الثالث دوق بوليا (1118)
- تقية بنت غيث بن علي الأرمنازية (1111)
- تائيرا نو كييوموري (1118)
- أحمد بن علي الرفاعي (1118)
- أليس من نامور (1112)
- سيبيلا من أنجو (1112)
- عبد الحق الإشبيلي (1116)
- أبو سعد السمعاني (1113)

## وفيات
- كولومان (1116)
- روجر بورسا (1111)
- محمد بن عائشة (1115)
- ألبار هانس (1115)
- مسعود بن إبراهيم الغزنوي (1115)
- المستعين بن هود (1110)
- أبو حامد الغزالي (1111)
- مودود بن التونتكين (1113)
- روبرت الثاني كونت فلاندر (1111)
- ملك شاه بن قلج أرسلان (1116)
- سفياتوبولك ازياسلافيتش (1113)

## كتب
- Yves Denis Papin (1998). Chronologie de l'histoire ancienne. Lieu de publication non identifié: Éditions Jean-paul Gisserot. ISBN:2-87747-346-5. OCLC:40746926. مؤرشف من الأصل في 2022-03-16.
- موسوعة حضارة العالم (2002) لأحمد محمد عوف.

## روابط خارجية
- تصفح سنة بسنة عقد 1110 على موقع onthisday.com
- تصفح سنة بسنة عقد 1110 ابتداءً من سنة عقد 1110 على موقع المكتبة الوطنية الفرنسية